# Назаров, Михаил Александрович
Михаи́л Алекса́ндрович Наза́ров (13.01.1949 — 08.06.2016) — российский геолог, доктор геолого-минералогических наук, главный научный сотрудник лаборатории метеоритики ГЕОХИ РАН, заместитель председателя Комитета по метеоритам РАН.

## Биография
Окончил геологический факультет МГУ (1971).
С 1972 г. и до последних дней жизни работал в Институте геохимии и аналитической химии им. В. И. Вернадского РАН (ГЕОХИ). Должности — от инженера до заведующего лабораторией метеоритики, в 1996—1998 годах заместитель директора по геохимическому отделу и зав. сектором.
Заместитель председателя Комитета по метеоритам РАН.
Доктор геолого-минералогических наук (1996). Тема диссертации «Геохимические свидетельства крупных ударных событий в геологической истории земли».
Умер 8 июня 2016 года после тяжелой продолжительной болезни.
Публикации:
- Типы пород и химия минералов из образцов лунного грунта АЛС серии «Луна» (некоторые приложения к истории формирования лунной и земной коры) : диссертация … кандидата геолого-минералогических наук : 04.00.02. — Москва, 1985. — 263 c. : ил.